# Nad Dolským mlýnem
Nad Dolským mlýnem byla přírodní památka ev. č. 595 východně od vesnice Kamenická Stráň, součásti obce Růžová v okrese Děčín v Ústeckém kraji. S platností od 1. prosince 2019 byla přírodní památka zrušena. Ochranu lokality nadále zajišťuje její poloha uvnitř Národního parku České Švýcarsko.

## Předmět ochrany

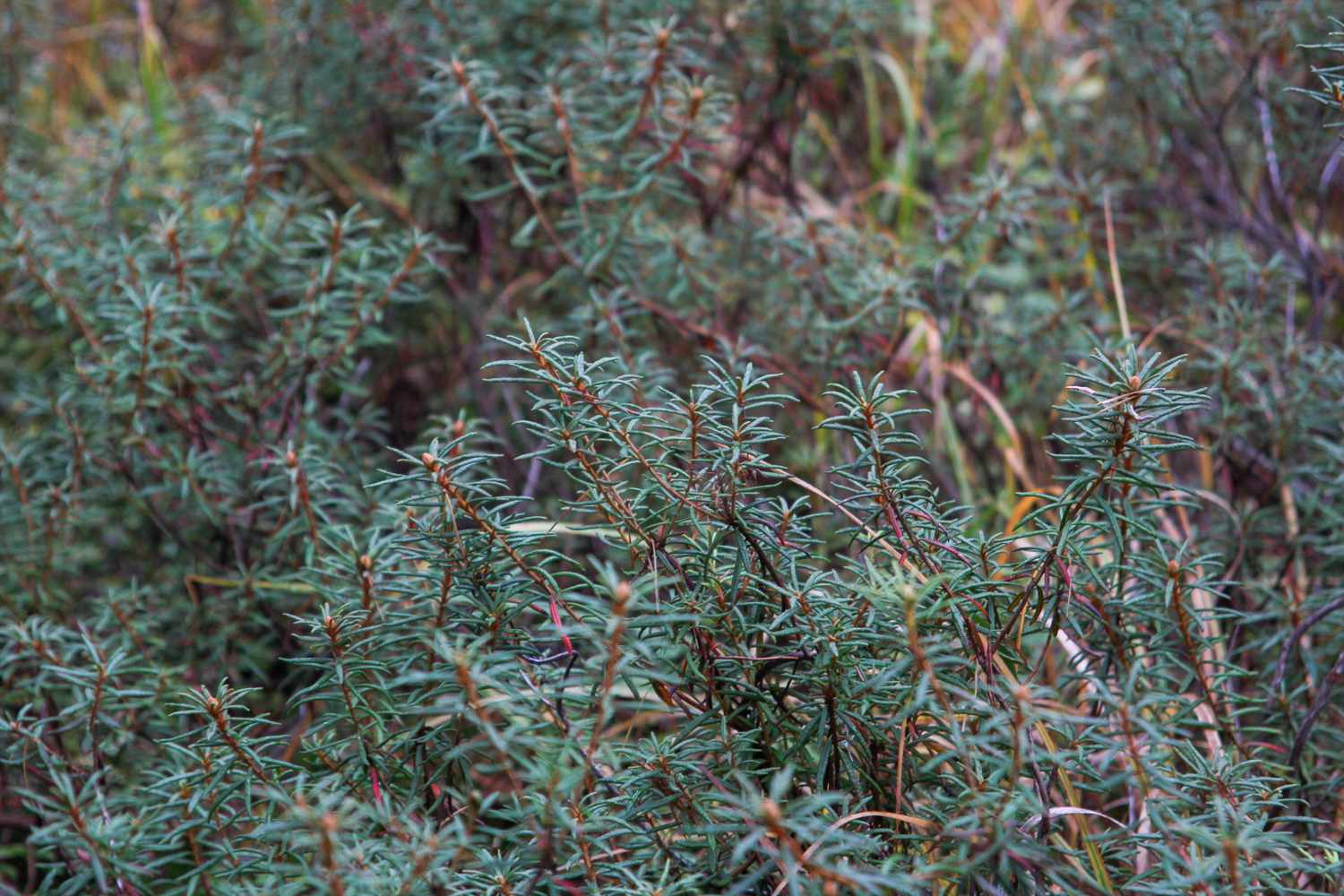
Detail porostu rojovníku bahenního

Důvodem ochrany je rašeliniště s rojovníkem bahenním (Rhododendron tomentosum) na artéském prameni v pískovcích.

## Dostupnost
Lokalita je prakticky pro veřejnost nepřístupná, nevede k ní žádná cesta. Na severní a východní straně je navíc ohraničena hlubokým skalnatým údolím řeky Kamenice, chráněném v tomto úseku jako I. zóna národního parku, kam je vstup mimo značené cesty zapovězen. Nejbližším sídlem je Kamenická Stráň, na jejímž katastru, sahajícím až k Dolskému mlýnu, se rašeliniště nachází.